# مات هيكس
مات هيكس (بالإنجليزية: Matt Hicks)‏ هو صحفي رياضي أمريكي، ولد في 1961.